# Саиф
Саи́ф — шестая по яркости звезда в созвездии Ориона, расположена на юго-востоке от пояса Ориона. Её имя происходит из арабской фразы саиф аль джаббар, 'سیف الجبّار', переводящейся как «меч великана» или «меч охотника».

## Характеристики
Саиф относится к самым горячим звёздам в созвездии Орион, его температура около 26 000 К. Саиф — бело-голубая звезда спектрального класса B и находится на расстоянии примерно 628 св. лет от Солнца. Светимость Саифа превосходит солнечную в 57 500 раз. Хотя Саиф и расположен примерно на том же расстоянии от Солнца, что и Ригель, он светит на нашем небе слабее, так как бо́льшую часть своей энергии он излучает в невидимом диапазоне. По спектру Саиф относится к классу ярких сверхгигантов и его жизненный цикл в текущей фазе подходит к концу, хотя его светимость и температура очень схожа со стабильными водородными звёздами. 
Достаточно большая светимость у Саифа навела учёных на мысль, что её масса находится в пределах 15-17 масс Солнца. Такая большая масса говорит о том, что в конце своего жизненного цикла эта звезда может взорваться как сверхновая.

## Ближайшие звёзды
Следующие известные звёзды находятся в радиусе 25 световых лет от Саифа.
| Звезда         | Спектральный класс | Расстояние, св. лет | Абс. зв. величина | Видимая величина |
| TYC 5446-15-1  | G0V                | 15,81               | 4,00              | 2,43             |
| TYC 5347-773-1 | F7V                | 18,35               | 3,54              | 2,29             |
| TYC 5351-256-1 | F4V                | 23,00               | 2,86              | 2,10             |
| TYC 5350-481-1 | F3V                | 23,71               | 2,80              | 2,11             |
| TYC 5346-110-1 | G3V                | 24,21               | 4,47              | 3,83             |
| TYC 5351-153-1 | F8V                | 25,01               | 3,62              | 3,04             |